# Zonophora
Genre
Zonophora est un genre de libellules de la famille des Gomphidae (sous-ordre des Anisoptères).

## Liste des espèces
Ce genre comprend dix espèces:
- Zonophora batesi Selys, 1869
- Zonophora calippus Selys, 1869
- Zonophora campanulata (Burmeister, 1839)
- Zonophora diversa Belle, 1983
- Zonophora nobilis Belle, 1983
- Zonophora regalis Belle, 1976
- Zonophora solitaria Rácenis, 1970
- Zonophora supratriangularis Schmidt, 1941
- Zonophora surinamensis Needham, 1944
- Zonophora wucherpfennigi Schmidt, 1941